# Ga Kim Nỗ
Ga Kim Nỗ là một nhà ga xe lửa tại huyện Đông Anh, thành phố Hà Nội. Nhà ga là một điểm của đường sắt Bắc Hồng - Văn Điển và nối với ga Bắc Hồng với ga Phú Diễn.